# Сипска клисура
Сипска клисура (рум. Defileul Sip) је последње сужење у композитној долини Ђердапа између Румуније и Србије. Карактерише је изразито стеновито дно, са бројним стенама и остењацима који надвисују површину Дунава. Услед тога по површини се формирају брзаци и вртлози, са џиновским лонцима по дну, који се спуштају 10-15 метара испод површине Црног мора. На северозападу клисура се везује за Оршавску котлину, а на југу излази у пространу Неготинску крајину и Влашку низију. Име је добила по месту Сип, у чијој близини, тачније око пет километара узводно, се налази Хидроелектрана Ђердап I,